# Provincia di Oued Ed-Dahab
La provincia di Oued Ed-Dahab è una delle province del Marocco, parte della Regione di Dakhla-Oued Ed Dahab. Alcune organizzazioni, come il Fronte Polisario si battono per l'indipendenza di questa regione. L'ONU e diversi stati non riconoscono la sovranità marocchina su questa regione. 

## Geografia antropica

### Suddivisioni amministrative
La provincia di Oued Ed-Dahab conta 1 municipalità e 6 comuni:

#### Municipalità
- Dakhla

#### Comuni
- C. R. Bir Anzarane
- C. R. Gleibat El Foula
- C. R. Mijik
- C. R. Oum Dreyga
- El Argoub
- Imlili